# Довговус
Прутивус (Acanthocinus Dejean, 1821) — рід жуків з родини вусачів.

## Види
В Україні відомо три автохтонні види:
- Прутивус трачієвий[1][2] (Acanthocinus aedilis Linnaeus, 1758)
- Пуртивус мережаний[2] (Acanthocinus reticulatus Razoumowsky, 1789)
- Прутивус сірий[2] (Acanthocinus griseus Fabricius, 1792)